# Równanie Kelvina
Równanie Kelvina – równanie określające wielkość obniżenia lub podwyższenia ciśnienia pary nad meniskiem cieczy w zależności od jego krzywizny:
{\displaystyle {\frac {1}{r_{\mathrm {K} ,x}}}+{\frac {1}{r_{\mathrm {K} ,y}}}=-{\frac {RT}{\sigma V_{\mathrm {m} }}}\ln \left({\frac {p_{\mathrm {c} }}{p_{\mathrm {s} }}}\right),}
gdzie:
{\displaystyle r_{\mathrm {K} ,x}} i {\displaystyle r_{\mathrm {K} ,y}} – promienie krzywizny menisku w 2 prostopadłych do siebie płaszczyznach {\displaystyle xz,} {\displaystyle yz,}
{\displaystyle \sigma } – napięcie powierzchniowe ciekłego adsorbatu,
{\displaystyle V_{\mathrm {m} }} – objętość molowa adsorbatu,
{\displaystyle R} – stała gazowa,
{\displaystyle T} – temperatura bezwzględna,
{\displaystyle p_{\mathrm {s} }} – ciśnienie pary nasyconej nad płaską powierzchnią ciekłego adsorbatu,
{\displaystyle p_{\mathrm {c} }} – ciśnienie pary nad meniskiem przy którym nastąpi kondensacja lub odparowanie.
Równanie nazwane zostało na cześć Williama Thomsona, znanego jako Lord Kelvin.

## Wypukłość lub wklęsłość menisku
- Jeżeli menisk jest wklęsły (np. wewnątrz poru adsorbentu) – we wzorze {\displaystyle r_{\mathrm {K} }>0} – wówczas następuje obniżenie ciśnienia pary przy którym następuje kondensacja lub odparowanie.
- Jeżeli menisk ma kształt wypukły (np. powierzchnia kulistej cząstki stałej lub ciekłej) – we wzorze {\displaystyle r_{\mathrm {K} }<0} – ciśnienie pary konieczne do kondensacji lub odparowanie ulega podwyższeniu.
- Jeżeli menisk ma kształt siodła to w zależności od wypadkowej obu krzywizn nastąpi podwyższenie lub obniżenie ciśnienia kondensacji pary.

## Kształt menisku

### Menisk cylindryczny
Dla menisku wewnątrz obustronnie otwartego poru cylindrycznego, można przyjąć: {\displaystyle r_{\mathrm {K} }=r_{\mathrm {K} ,x}>0} oraz {\displaystyle r_{\mathrm {K} ,y}=0,} stąd:
{\displaystyle {\frac {1}{r_{\mathrm {K} }}}=-{\frac {RT}{\sigma V_{\mathrm {m} }}}\ln \left({\frac {p_{\mathrm {c} }}{p_{\mathrm {s} }}}\right)}

### Menisk sferyczny
Dla menisku sferycznego, {\displaystyle r_{\mathrm {K} }=r_{\mathrm {K} ,x}=r_{\mathrm {K} ,y}>0,} stąd:
{\displaystyle {\frac {2}{r_{\mathrm {K} }}}=-{\frac {RT}{\sigma V_{\mathrm {m} }}}\ln \left({\frac {p_{\mathrm {c} }}{p_{\mathrm {s} }}}\right)}